# Трояновка (Волынская область)
Троя́новка (укр. Троянівка) — село в Маневичской поселковой общине Камень-Каширского района Волынской области Украины.
До 2020 года входило в Маневичский район.
Код КОАТУУ — 0723687301. Население по переписи 2001 года составляет 899 человек. Почтовый индекс — 44622. Телефонный код — 3376. Занимает площадь 223,6 км².